# Xinshao
Xinshao  (en chino, 新邵; pinyin, Xīnshào) es un condado  bajo la administración directa de la Prefectura Shaoyang en la Provincia de Hunan, República Popular China.  Su área es de  km² y su población total para 2010 superó los  mil habitantes. 

## Administración
Desde mayo de 2024, el  Condado Xinshao  se divide en 15 pueblos que se administran en 13 poblados y  2 villas.

## Toponimia
En 1952, con partes de los condados Xin(hua) y Shao(yang) se formó el nuevo condado Xinshao que lleva sus nombres.